# サニックスOpen新体操チーム選手権

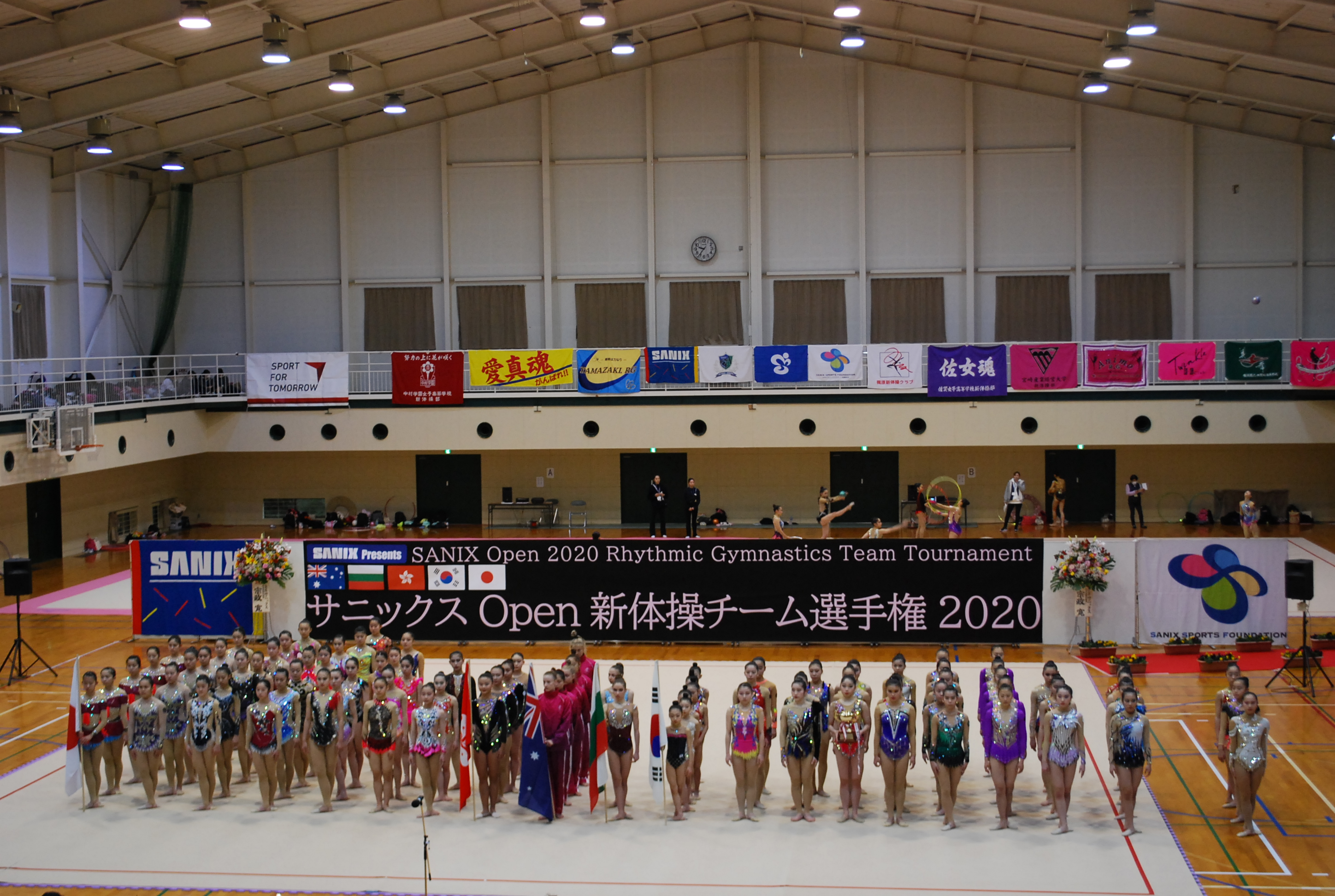
サニックスOpen新体操チーム選手権2020の開会式

サニックスOpen新体操チーム選手権は、2017年より毎年1月～2月の間に福岡県宗像市のグローバルアリーナで行われる、シニア選手（14歳以上）の個人と団体競技の国際新体操大会である。主催は、一般財団法人サニックススポーツ振興財団と株式会社グローバルアリーナ。

## 概要
2017年2月に、個人演技のみの競技で、シニア選手4人から構成されるチーム対抗型でスタート（4選手×1手具）。 
初回大会から、レフスキー新体操クラブ（ブルガリア）をはじめ、海外からの参加がある。今までオーストラリア、中国、韓国、カザフスタン、フィリピン、ロシアと台湾のチームが出場している。
大会後、ブルガリアのコーチによる新体操セミナーや、個人と団体の指導キャンプが行われる。また、周辺の学校を訪問し、演技披露で新体操の普及に努めたり、小中学生との国際交流に参加する。
2018年大会より、各チームが競い合う演技数が8演技に増えた（4選手×2手具）。
2019年に、シニア団体の競技が1種目のみで新設された。翌年には、1種目のみ出場の他に、2種目出場で総合を競う競技も導入された。

## 過去結果

### チーム対抗
※初回大会のみ、種目別の表彰も行われた。
| 開催年 | 優勝                                 | 準優勝               | 3位                  | 4位                  | 5位                    | 6位              |
| ------ | ------------------------------------ | -------------------- | -------------------- | -------------------- | ---------------------- | ---------------- |
| 2017年 | レフスキー新体操クラブ（ブルガリア） | 中村学園女子高等学校 | 熊本信愛女学院       | 梶原新体操クラブ     | 中村学園R.G.           | 佐賀女子高校     |
| 2018年 | レフスキー新体操クラブ（ブルガリア） | 中村学園女子高等学校 | 熊本信愛             | 佐賀女子高校         | 佐賀女子RG             | 中村R.G          |
| 2019年 | レフスキー新体操クラブ（ブルガリア） | GGSクラブ            | 中村学園女子高等学校 | 梶原新体操クラブ     | ガルモニヤRG（ロシア） | かささぎRG lilac |
| 2020年 | レフスキー新体操クラブ（ブルガリア） | 佐賀女子高等学校     | 佐賀女子RG           | 中村学園女子高等学校 | 山口県合同チーム       | アニモRG         |

### 団体競技
※2020年より、総合と種目別の表彰あり。
| 開催年                  | 優勝                             | 準優勝                           | 3位                              | 4位                              | 5位                              | 6位                              |
| ----------------------- | -------------------------------- | -------------------------------- | -------------------------------- | -------------------------------- | -------------------------------- | -------------------------------- |
| 2019年                  | 佐賀女子高校                     | 中村学園女子高等学校             | 佐賀女子RG                       | Team Kumamoto                    | すいせんRG                       | 福岡大学                         |
| 2020年（ボール5）       | アエリタ新体操（オーストラリア） | PCYCエレガンス（オーストラリア） | 折尾愛真高等学校                 | 中村学園女子高等学校             | ー                               | ー                               |
| 2020年（フープ3クラブ） | VELVET R.G.                      | 中村学園女子高等学校             | 佐賀県立佐賀北高等学校           | 折尾愛真高等学校                 | アエリタ新体操（オーストラリア） | PCYCエレガンス（オーストラリア） |
| 2020年（総合）          | 中村学園女子高等学校             | 折尾愛真高等学校                 | アエリタ新体操（オーストラリア） | PCYCエレガンス（オーストラリア） | ー                               | ー                               |